# Pseudophilosophie
Pseudophilosophie ist ein abwertend gebrauchter Begriff für Ideen oder gedankliche Systeme, die sich als philosophisch ausgeben, ohne jedoch einen tatsächlichen philosophischen Gehalt zu besitzen. Mit der Einordnung als Pseudophilosophie ist teils ein Vorwurf des Missbrauchs rationaler Argumentation verbunden. Der Begriff wird nur vereinzelt und uneinheitlich verwendet.

## Geschichte
Nachzuweisen ist der Begriff der Pseudophilosophen bereits im 16. Jahrhundert bei dem Humanisten Mario Nizolio, der 1553 die Schrift „De veris Principiis et vera ratione philosophandi contra pseudophilosophos“ veröffentlichte. Diese Schrift wurde von seinem Bewunderer Gottfried Wilhelm Leibniz für so wichtig erachtet, dass Leibniz sie 1670 unter dem Namen „Antibarbarus Philosophicus“ neu herausgab.
Im 19. Jahrhundert bezeichnet Schopenhauer die Epoche zwischen ihm und Kant als Pseudophilosophie:

„Hier also liegt der Weg, auf welchem ich über Kant und die von ihm gezogene Gränze hinausgegangen bin, jedoch stets auf dem Boden der Reflexion, mithin der Redlichkeit, mich haltend, daher ohne das windbeutelnde Vorgeben intellektualer Anschauung, oder absoluten Denkens, welches die Periode der Pseudophilosophie zwischen Kant und mir charakterisirt.“